# Lobelia mexicana
Lobelia mexicana är en klockväxtart som beskrevs av Franz Elfried Wimmer. Lobelia mexicana ingår i släktet lobelior, och familjen klockväxter. Inga underarter finns listade i Catalogue of Life.